# Selección femenina de sóftbol de Japón
La Selección femenina de sóftbol de Japón es la selección oficial que representa a Japón en eventos internacionales de sóftbol femenino.

## Campeonatos

### Campeonato Mundial
| 1965 | Melbourne     | 3ro            | 4              | 6              |
| 1970 | Osaka         | 2do            | Sin datos      | Sin datos      |
| 1974 | Stratford     | 2do            | Sin datos      | Sin datos      |
| 1978 | San Salvador  | No participó   | No participó   | No participó   |
| 1982 | Taipéi        | No participó   | No participó   | No participó   |
| 1986 | Auckland      | 9.º            | 4              | 6              |
| 1990 | Normal        | 6.º            | 6              | 3              |
| 1994 | St. John's    | 7.º            | 5              | 2              |
| 1998 | Fujinomiya    | 3ro            | 8              | 3              |
| 2002 | Saskatoon     | 2do            | 8              | 2              |
| 2006 | Beijing       | 2do            | 9              | 2              |
| 2010 | Caracas       | 2do            | 8              | 2              |
| 2012 | Whitehorse    | 1ro            | 10             | 1              |
| 2014 | Haarlem       | 1ro            | 10             | 0              |
| 2016 | Surrey        | 2do            | 7              | 2              |
| 2018 | Chiba         | Por disputarse | Por disputarse | Por disputarse |
| 2020 | Por definirse |                |                |                |

### Campeonato Asiático
| 1967 | Manila   | 1º lugar       |
| 1969 | Taipéi   | 1º lugar       |
| 1972 | Manila   | 2º lugar       |
| 1987 | Kōchi    | 2º lugar       |
| 1991 | Yakarta  | 3º lugar       |
| 1995 | Manila   | 2º lugar       |
| 1999 | Shanghái | 2º lugar       |
| 2004 | Manila   | 1º lugar       |
| 2007 | Yakarta  | 1º lugar       |
| 2011 | Nantou   | 1º lugar       |
| 2017 | Taichung | Por disputarse |

Datos:

## Campeonatos juveniles

### Campeonato Mundial Sub-19
| 1981 | Edmonton      | 1er lugar  |
| 1985 | Fargo         | 2do lugar  |
| 1987 | Oklahoma City | 3er lugar  |
| 1991 | Adelaida      | 1er lugar  |
| 1995 | Normal        | 2do lugar  |
| 1999 | Taipéi        | 2do lugar  |
| 2003 | Nankín        | 1er lugar  |
| 2007 | Enschede      | 2do lugar  |
| 2011 | Cape Town     | 2do lugar  |
| 2013 | Brampton      | 1er lugar  |
| 2015 | Oklahoma City | 2do lugar  |
| 2017 | Clearwater    | En disputa |
| 2019 | Por definirse |            |

### Campeonato Asiático Sub-19
| 1997 | Chennai      | 1º lugar |
| 2000 | Aurangabad   | 2º lugar |
| 2004 | Incheon      | 1º lugar |
| 2009 | Kuala Lumpur | 1º lugar |
| 2015 | Chaiyaphum   | 1º lugar |
| 2019 | Por definir  |          |

Datos:

## Juegos multideportivos

### Juegos Olímpicos
El sóftbol comenzó a disputarse en la XXVI edición de los Juegos Olímpicos, realizados en el año 1996, solamente en la rama femenina, pues el COI considera al béisbol y al sóftbol como un mismo deporte. En las ediciones XXX (año 2012) y XXXI (año 2016), no se disputó. 
| 1996 | XXVI   | Atlanta             | 4.º lugar      |
| 2000 | XXVII  | Sídney              | 2do lugar      |
| 2004 | XXVIII | Atenas              | 3er lugar      |
| 2008 | XXIX   | Pekín               | 1er lugar      |
| 2012 | XXX    | Londres             | No hubo torneo |
| 2016 | XXXI   | Río de Janeiro      | No hubo torneo |
| 2020 | XXIII  | Tokio               | 1er lugar      |
| 2024 | XXIV   | París o Los Ángeles | Por definirse  |

### Juegos Mundiales
El sóftbol se ha disputado en cuatro ediciones de los Juegos Mundiales.
| 1981 | I    | Santa Clara | Sin información |
| 1985 | II   | Londres     | Sin información |
| 1989 | III  | Karlsruhe   | No hubo torneo  |
| 1993 | IV   | La Haya     | No hubo torneo  |
| 1997 | V    | Lahti       | No hubo torneo  |
| 2001 | VI   | Akita       | No hubo torneo  |
| 2005 | VII  | Duisburgo   | No hubo torneo  |
| 2009 | VIII | Kaohsiung   | 1er lugar       |
| 2013 | XIX  | Cali        | No participó    |

### Juegos Asiáticos
El sóftbol comenzó a disputarse en la XI edición de los Juegos Asiáticos, realizados en el año 1990.
| 1990 | XI    | Beijing             | 2° lugar       |
| 1994 | XII   | Hiroshima           | 2° lugar       |
| 1998 | XIII  | Bankong             | 2° lugar       |
| 2002 | XIV   | Busan               | 1° lugar       |
| 2006 | XV    | Doha                | 1° lugar       |
| 2010 | XVI   | Guangzhou           | 1° lugar       |
| 2014 | XVII  | Incheon             | 1° lugar       |
| 2018 | XVIII | Yakarta y Palembang | Por disputarse |
| 2022 | XIX   | Hangzhou            | Por disputarse |
| 2026 | XX    | Nagoya              | Por disputarse |